# Козенца
Козе́нца (італ. Cosenza, сиц. Cusenza) — місто та муніципалітет в Італії, у регіоні Калабрія, столиця провінції Козенца.
Козенца розташована на відстані близько 430 км на південний схід від Рима, 55 км на північний захід від Катандзаро.
Населення — 67 679 осіб (2014).

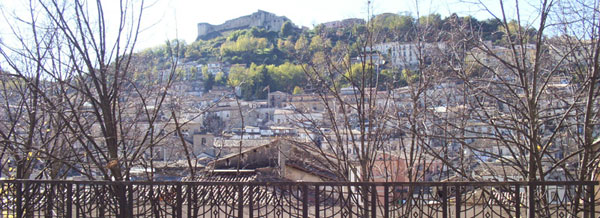

Щорічний фестиваль відбувається 12 лютого. Покровитель — Madonna del Pilerio.

## Демографія
Населення за роками:

Станом на 1 січня 2023 року в муніципалітеті офіційно проживали 4142 іноземці з 78 країн, серед них 1056 громадян країн Євросоюзу та 401 громадянин України.

## Клімат
| COSENZA          | Місяці | Місяці | Місяці | Місяці | Місяці | Місяці | Місяці | Місяці | Місяці | Місяці | Місяці | Місяці | Пора  | Пора  | Пора | Пора  | Рік   |
| COSENZA          | Січ    | Лют    | Бер    | Кві    | Тра    | Чер    | Лип    | Сер    | Вер    | Жов    | Лис    | Гру    | Зим   | Вес   | Літ  | Осі   | Рік   |
| ---------------- | ------ | ------ | ------ | ------ | ------ | ------ | ------ | ------ | ------ | ------ | ------ | ------ | ----- | ----- | ---- | ----- | ----- |
| Темп. макс. (°C) | 11.5   | 12.4   | 15.0   | 18.9   | 24.0   | 28.4   | 32.5   | 32.6   | 28.4   | 22.7   | 16.9   | 12.9   | 12.3  | 19.3  | 31.2 | 22.7  | 21.4  |
| Темп. мін. (°C)  | 3.2    | 3.4    | 5.0    | 7.5    | 11.2   | 14.7   | 17.2   | 17.1   | 14.3   | 10.8   | 7.1    | 4.3    | 3.6   | 7.9   | 16.3 | 10.7  | 9.7   |
| Опади (мм)       | 142.4  | 116.8  | 99.0   | 73.6   | 41.7   | 25.6   | 13.3   | 23.6   | 39.8   | 95.3   | 136.3  | 143.9  | 403.1 | 214.3 | 62.5 | 271.4 | 951.3 |

## Уродженці
- Альфредо Антоніоцці (* 1956) — італійський юрист і політик.
- Джузеппе Панкаро (* 1971) — італійський футболіст.
- Стефано Родота (* 1933) — італійський політик.
- Стефано Фіоре (* 1975) — італійський футболіст.
- Тоні Гаудіо (1883—1951) — американський кінооператор.

## Сусідні муніципалітети
- Априльяно
- Каролеї
- Казоле-Бруціо
- Кастроліберо
- Діпіньяно
- Мендічино
- Патерно-Калабро
- Педаче
- П'яне-Краті
- П'єтрафітта
- Ренде
- Ровіто
- Трента
- Дзумпано

## Персоналії
- Юль Варібоба — албанський поет.
- Анжеліка Морроне ді Сільвестрі — домініканська лижниця.

## Галерея зображень

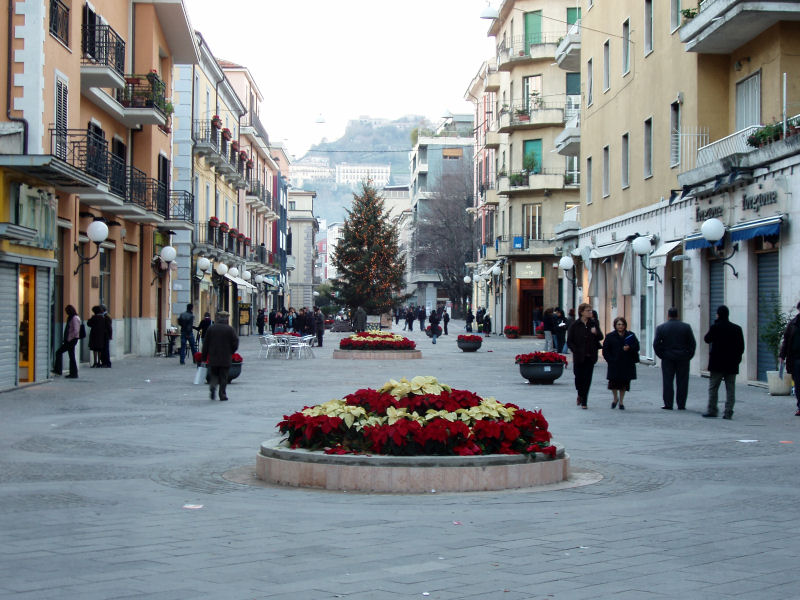
Corso Mazzini zona pedonale
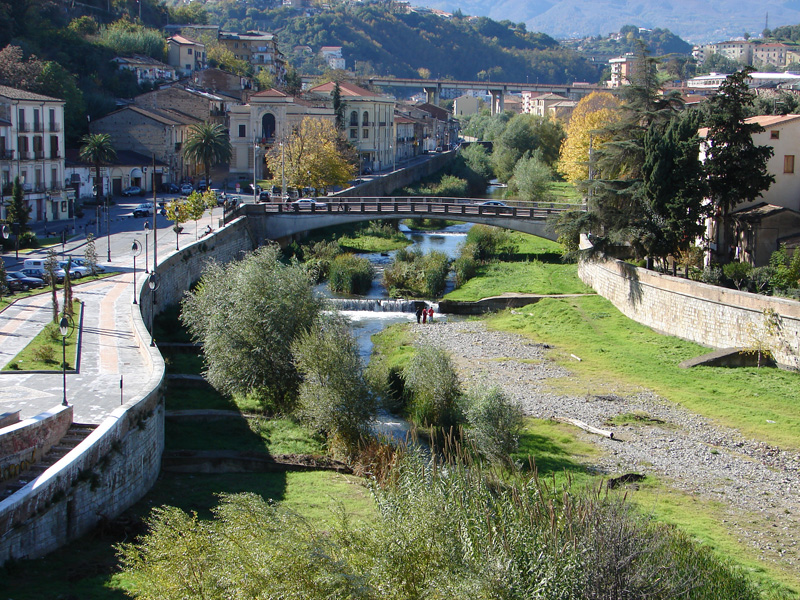
Fiume Crati
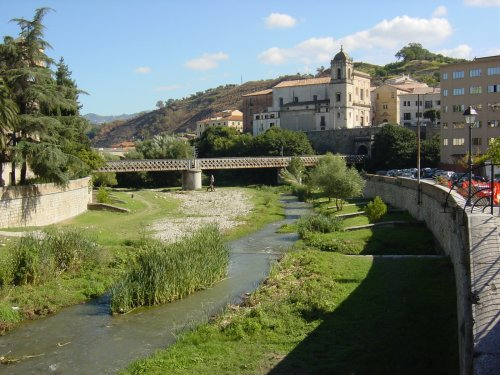
Fiume Busento
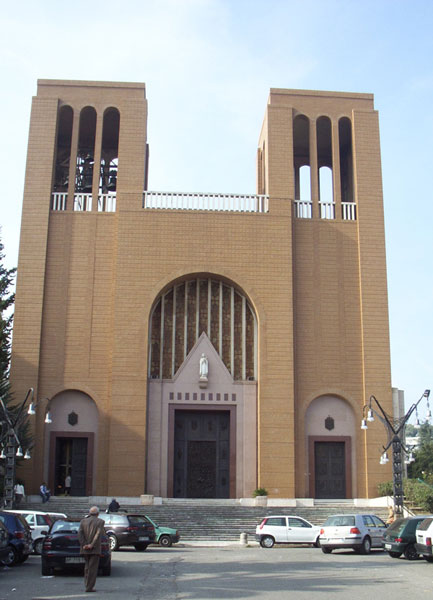
Chiesa di Santa Teresa
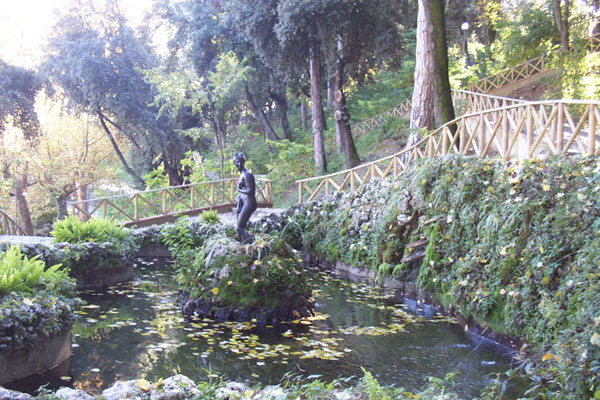
Villa Vecchia: Fontana2
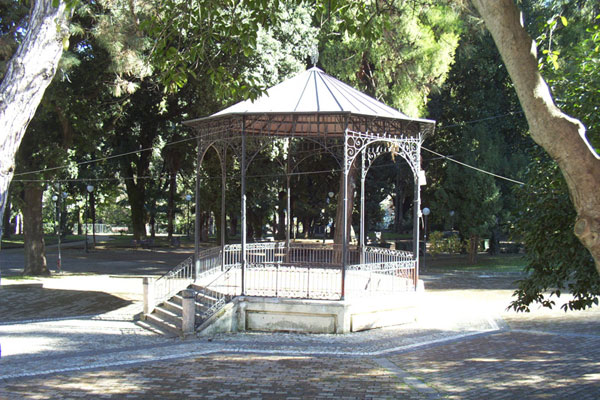
Villa Vecchia: Gazebo
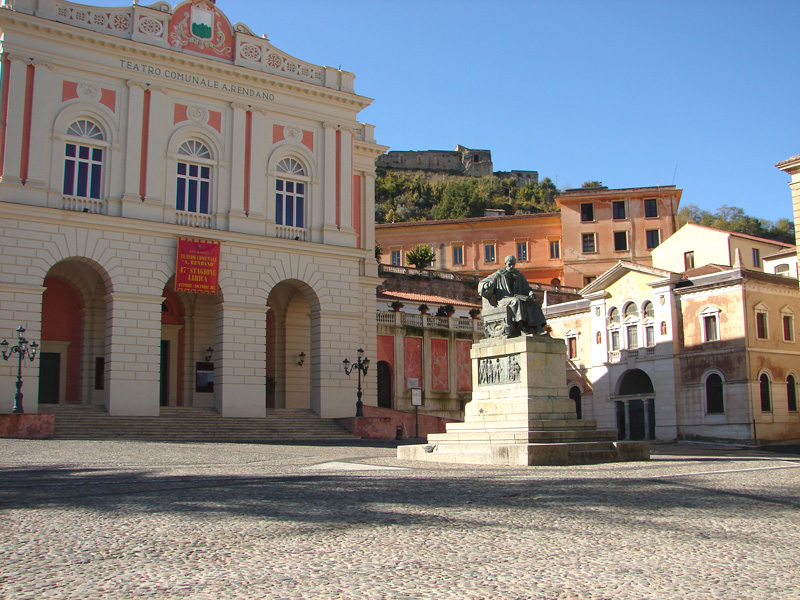
Teatro Rendano e Statua di Bernardino Telesio
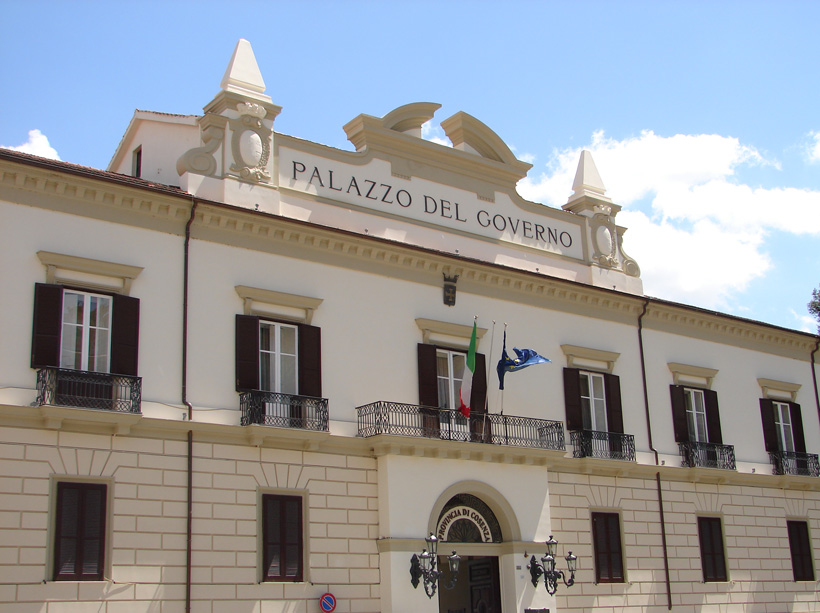
Piazza XV Marzo: Palazzo del Governo
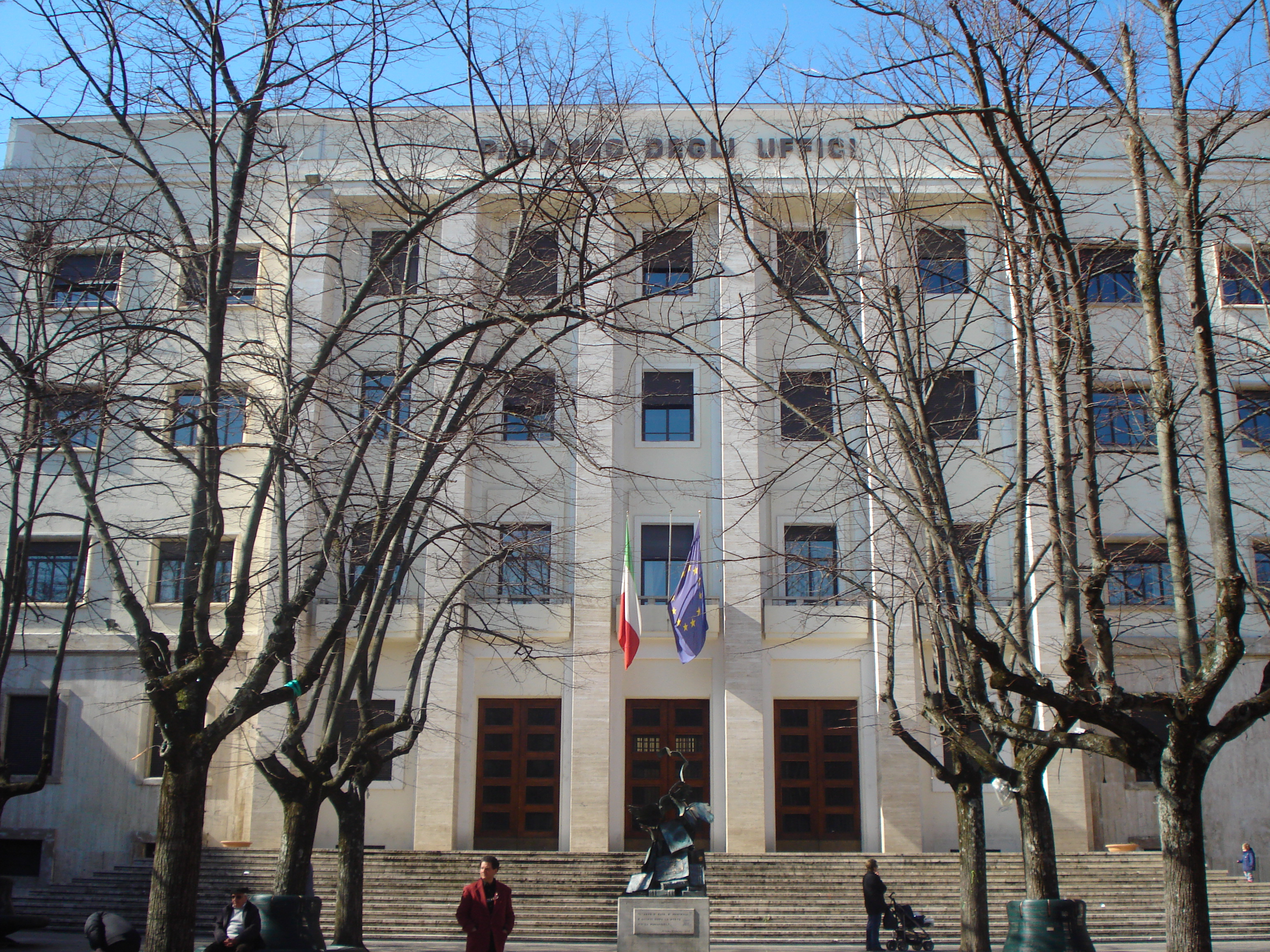
Palazzo degli Uffici
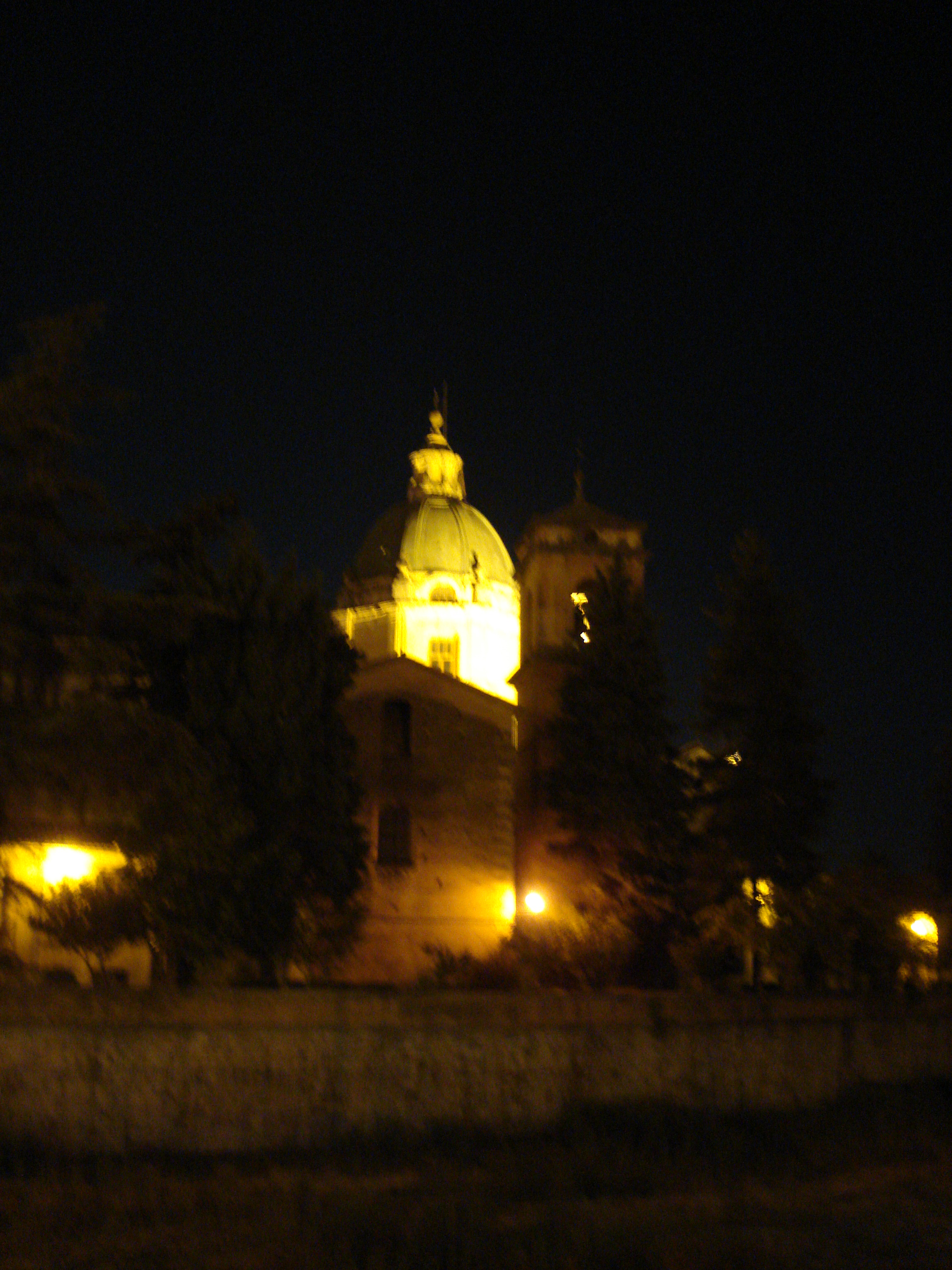
Cupola di San Domenico vista di notte
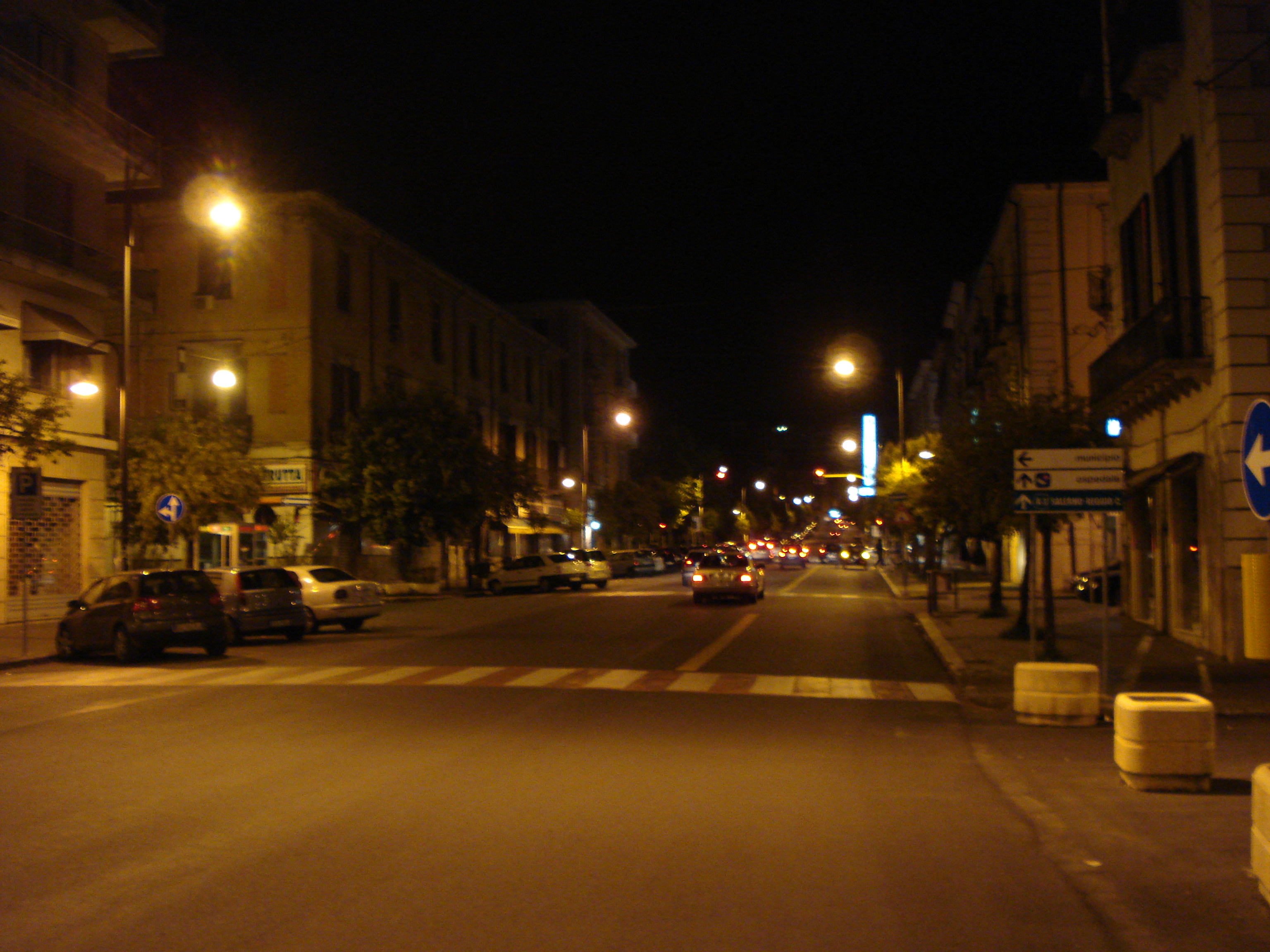
Viale Trieste di sera
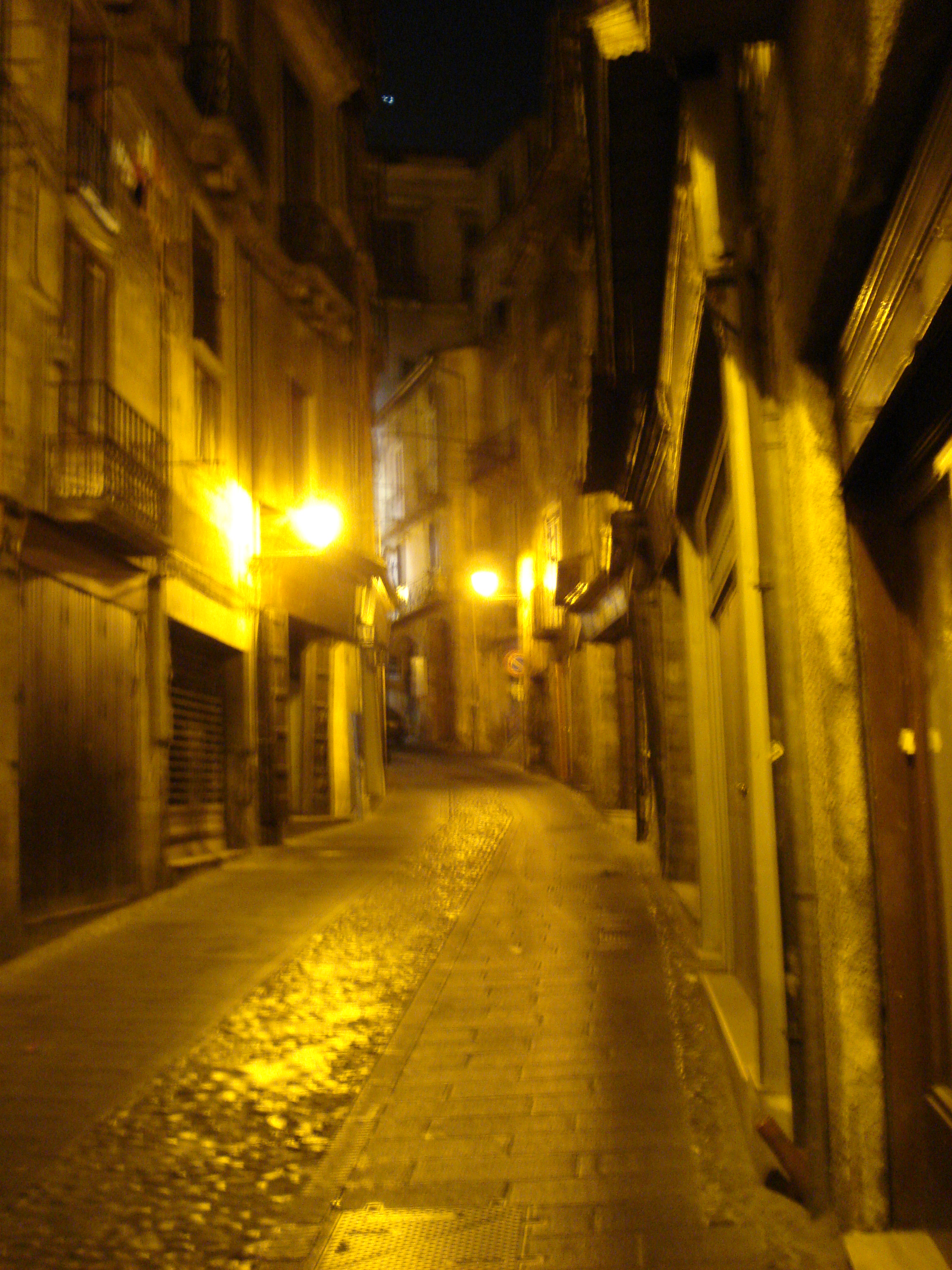
Corso Telesio di notte